# Урбану-Сантус

Урбану-Сантус на карте штата.

Урбану-Сантус (порт. Urbano Santos) — муниципалитет в Бразилии, входит в штат Мараньян. Составная часть мезорегиона Восток штата Мараньян. Входит в экономико-статистический микрорегион Шападинья. Население составляет 24 573 человека на 2010 год. Занимает площадь 1708,294 км². Плотность населения — 14,38 чел./км². Праздник города — 10 июня.

## История
Город основан 10 июня 1929 года. 

## Демография
Согласно сведениям, собранным в ходе переписи 2010 г. Национальным институтом географии и статистики (IBGE), население муниципалитета составляет:
| Полное население                               | Полное население                               | Полное население                               | Полное население                               | 24 573 |
| ---------------------------------------------- | ---------------------------------------------- | ---------------------------------------------- | ---------------------------------------------- | ------ |
| в том числе:                                   | Городское население                            | 17 374                                         | Процент городского населения, %                | 70,70  |
|                                                | Сельское население                             | 7199                                           | Процент сельского населения, %                 | 29,30  |
|                                                | Мужское население                              | 12 372                                         | Процент мужского населения, %                  | 50,35  |
|                                                | Женское население                              | 12 201                                         | Процент женского населения, %                  | 49,65  |
| Плотность населения, чел/км²                   | Плотность населения, чел/км²                   | Плотность населения, чел/км²                   | Плотность населения, чел/км²                   | 14,38  |
| Население муниципалитета в % к населению штата | Население муниципалитета в % к населению штата | Население муниципалитета в % к населению штата | Население муниципалитета в % к населению штата | 0,37   |

По данным оценки 2016 года, население муниципалитета составляет 32 316 жителей.

## Статистика
- Валовой внутренний продукт на 2003 год составляет 21 217 139,00 реалов (данные: Бразильский институт географии и статистики).
- Валовой внутренний продукт на душу населения на 2003 год составляет 1226,00 реалов (данные: Бразильский институт географии и статистики).
- Индекс развития человеческого потенциала на 2000 год составляет 0,556 (данные: Программа развития ООН).

## География
Климат местности: тропический.